# (3096) Bezruč
(3096) Bezruč es un asteroide perteneciente al cinturón de asteroides, descubierto el 28 de agosto de 1981 por Zdeňka Vávrová desde el Observatorio Kleť, České Budějovice, República Checa.

## Designación y nombre
Designado provisionalmente como 1981 QC1. Fue nombrado Bezruč en honor al poeta checo Petr Bezruč.